# Tobias Hauke
Pour les articles homonymes, voir Hauke.
Tobias Hauke, né le 11 septembre 1987 à Hambourg, est un joueur de hockey sur gazon allemand. Il a remporté le titre olympique lors des Jeux olympiques d'été de 2008 à Pékin et en 2012 à Londres. Il est également deux fois champions d'Europe en 2011 et en 2013.
Il est le frère de Franzisca Hauke.

## Palmarès

### Jeux olympiques
- Jeux olympiques d'été de 2008 à Pékin
  -  Médaille d'or.
- Jeux olympiques d'été de 2012 à Londres
  -  Médaille d'or.
- Jeux olympiques d'été de 2016 à Rio de Janeiro
  -  Médaille de bronze.

### Championnat d'Europe
- Championnat d'Europe de 2011 à Mönchengladbach
  -  Médaille d'or.
- Championnat d'Europe de 2013 à Boom
  -  Médaille d'or.